# 스타딕트

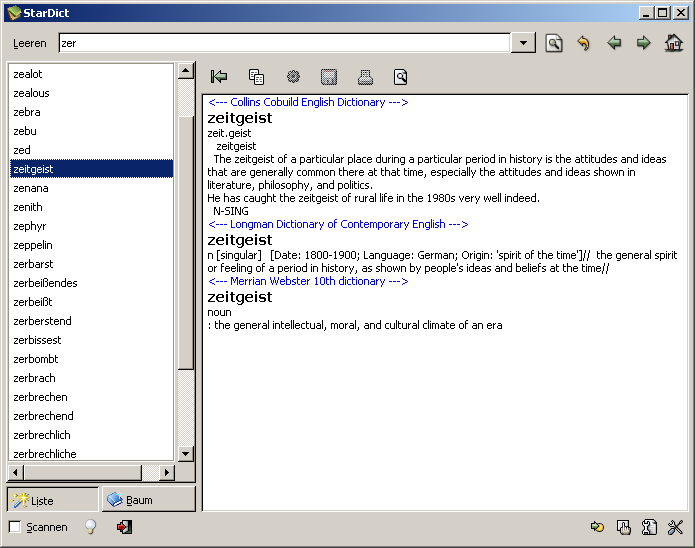

스타딕트(StarDict)는 사전 소프트웨어 가운데 하나로 만든 이는 후젱(胡正)이다. 자체 사전 파일을 이용하며 StarDic의 후속작이다.
2009년 6월 29일 현재 최신판은 3.0.1로 GNU 일반 공중 사용 허가서 3판을 따른다.

## 장점
1. 사용자가 쉽게 자료를 편집할 수 있고, 사전 데이터 파일을 만들 수 있는 에디터가 포함되어 있다.
2. 소스 파일이 text 파일이어서 스마트폰의 text편집기를 이용해서 쉽게 만들 수 있다. - 자투리 시간에 작성하면 된다.
3. 길게 적을 수 있게 줄 바꾸기 표시가 가능하다. ※ 중요하다. 이것 때문에 자료를 정리할 때 추천한다.
4. 만들어진 데이터 파일을 검색할 수 있는 스마트폰 앱이 존재한다.
5. 정해진 표준은 아니지만 일반적인 용도에서 사용할 수 있는 상업용표준이다. - 특히 영어권에서. - 확신할 수 없다. 그러나 많은 소프트웨어에서 지원된다.

- 자료소스를 작성하기 쉽고, 오프라인에서 사용하기 쉽기 때문에 '사전참고자료모음'패키지를 배포하면 어떨까요? '오픈소스 공개프로젝트'로 …….

## 단점
1. 작성된 소스 파일을 사전 데이터 파일로 만들 수 있는 앱이 없다. - 불편하다. - 소스파일.txt를 사전.dict로 번역(컴파일)할 도구를 만들어 주세요.
2. 사전 데이터 파일이 3개가 되어서, 하나라도 잃어버리면 안 된다.

## 사전 데이터 파일을 배포할 때의 파일 구성 예시
- 사전 파일 3개 + 소스 파일.tab + 안내 파일.txt(자료 설명파일/여기 적히는 내용임.) = 배포파일.zip
- 전자책.epub + 부록 사전 파일 3개 + 소스 파일.tab + 안내 파일.txt = 배포파일.zip

- 소스파일이 포함되어야하는 이유는 ?

1. 배포되는 파일에서 오류 또는 내용변경이 필요할 때 내용을 바꾸기 쉽게하거나, 또는 다른 형식의 사전파일로 변경하기 쉽게하기 위해서이다.
2. 보통 오픈소스 공개 프로젝트일 경우 소스를 같이 공개하고 배포한다.
- 안내파일이 포함되는 이유는 ?

1. 소스 파일이 어떻게 작성되었는지 설명한다.
2. 무슨 주제(내용)로 작성되었는지를 설명한다.
3. 오픈소스 공개프로젝트일 경우 설명한다.

## 일의 진행 순서
사전.txt 만들기 → 사전 컴파일 → 사전.dict → 사전 검색 확인 → 사전 파일 배포

## 소스 파일 편집할 때의 text모양
dict.tab - 사전소스text파일 - .txt도 가능하나, 혹시 모를 혼란을 줄이기 위해 .tab를 권장한다./보통은 .txt이다.
- text모양(한줄txt모양)

표제어[탭]내용\n내용
[역슬래시]n: 줄바꾸기(new line) → 이 줄바꾸기가 없으면 그냥 단답형의 단어사전으로 용도가 제한될 수 있다.
[역슬래시][역슬래시]: [역슬래시] → [역슬래시]를 예약어의 일부로 사용하기 때문에 [역슬래시]를 표시하기 위해서 존재하는 듯.
[역슬래시]t: 탭(tab character) → 탭으로 표제어와 설명을 구분하기에 존재하는 듯
[빈줄]: 파일끝에는 꼭 [빈줄]이 있어야 하며, 없으면 에러 메시지가 나온다.
UTF-8로 작성되어야 한다.

## 소스작성의 예
and[탭]접속사\n1. 과\n2. 하면서\n3. 또\n4. 이랑\n5. 이면서도\n6. 그러면서도\n7. ...와 ...\n8. 만약 그리하면\n9. 도 ...도\n10. 더하기...\n11. ...을 곁들인
변종(變種)[탭]같은 종류의 생물 가운데 변이가 생겨서 성질과 형태가 달라진 종류.
복원(復元)[탭]원래대로 회복함.
봉행(奉行)[탭]뜻을 받을어 행함. 제사나 의식을 치름.
CY(Container Yard)[탭] [무역용어정리] 컨테이너 집하장\n 컨터이너를 인수, 인도하고 보관하는 장소를 말한다.\n ㅇ 부두밖의 CY: ODCY\n ㅇ 부두안의 CY: On-Dock CY(일반적 CY라 칭함)
[빈줄]

## 일반적인 text 모양
1. 한줄txt모양 - 대표적인 예: 스타딕트의 소스 파일인 .tab

표제어[탭]내용\n내용 → 스타딕트
표제어||내용\n내용 → 코원 자료실에 있는 내사전편집기
표제어[빈칸]///[빈칸]내용 \ 내용 → pdic unicode
□ 표제어 ■ 내용 → 에이트리 전자사전의 사용자 파일 모양
- 확인 사항: 표제어와 내용의 구분 표시, 내용중의 줄바꿈 표시
1. 세줄txt모양 - 대표적인 예: 바빌론 사전의 소스파일인 .gls

표제어
내용
[빈줄]
표제어
내용
[빈줄]
[빈줄]

## 사전 데이터파일
○ 2.4 형식(보통3개)
.dict: 사전본체
.idx: 표제어 색인
.ifo: 사전에 대한 정보
- 보통 .zip로 많이 배포하므로 인터넷에서 검색할 때 주의해서 확인해야 한다.
- 사전 데이터 파일의 구조가 어떻게 되는지 또는 어떻게 해야 내용을 표시할 수 있는지 알고 계시는 분 여기에 설명을 해주세요. 검색앱을 만들거나 컴파일앱을 만들어 주실 분을 위해서 부탁드린다.

## 검색
안드로이드 앱: 컬러딕, 골든딕

## 더 많은 것을 찾아보기
- 사용자(소비자/편집자)가 직접 만들수 있는(작성할 수 있는) 것을 더 알고 싶다면 다음에 나열된 것을 확인해 보세요. 나름대로의 장단점이 있어요. - 사전 데이터 만드는 도구가 제공되는 것 또는 소스 작성의 표준이 될 만한 것들이다.

xdxf ← xml형식의 제안된 사전 모양 - 스마트폰에 검색 가능한 앱을 검토해보고 사전 소스를 작성하세요.
mdict ← win CE 시대에 많이 검토되었던 사전 - 컴퓨터에서 실행되는 사전 데이터 만드는 도구 있음
pdic unicode ← 컴퓨터에서 실행되는 프로그램이 있으며, 검색과 편집이 가능함. - 메뉴가 일본어로 표시되고, 영어버전 5.4가 있음. - 스마트폰에 aDice 앱이 있어 검색가능 함.
바빌론 사전 ← 바빌론 사이트에 사전 파일을 만드는 프로그램이 있음. 스마트폰에서는 골든딕트 앱으로 검색 가능함.
- epub 표준을 규정하는 사이트에서 사전에 관한 초안이 있는 것을 발견하였다. xdxf와 함께 참조하기 바란다. - 만약 사전 편집/검색 도구를 만들 개발자는 꼭 검토해보기 바란다. 혹시 다음 표준이 될 가능성을 견주어 보길 바란다. - [의견] 2015.6.28. 현재

- 스마트폰의 사전 앱 중의 하나인 폴리나리의 인터넷 사이트에서 사전만드는 도구를 보았다. - 사전 데이터 작성자는 확인하기 바란다. - [의견] 2015.6.28. 현재 - [2020.11.30. 현재] 사이트가 사라짐.

## 지원 플랫폼
스타딕트는 리눅스, 마이크로소프트 윈도우, FreeBSD, 인터넷 태블릿 OS 그리고 솔라리스에서 사용할 수 있다. 사전 파일은 사용자가 공식 홈페이지에서 직접 선택해 별도로 설치해야 한다. 사전 파일들은 DICT 파일로 변환할 수 있다.

## 같이 보기
- 기계 번역